# Opilio dinaricus
Opilio dinaricus is een hooiwagen uit de familie echte hooiwagens (Phalangiidae).